# خانه مجیدنیا
خانهٔ مجیدنیا؛ نام خانه‌ای تاریخی مربوط به دورهٔ پهلوی است و در شهرستان مشهد، شهر مشهد، خیابان آخوند خراسانی ۲۰، پلاک ۱ واقع شده و این اثر در تاریخ ۲۵ آبان ۱۳۸۴ با شمارهٔ ثبت ۱۳۸۷۷ به‌عنوان یکی از آثار ملی ایران به ثبت رسیده‌است.